# Multipla hormonella tumörer
Multipel endokrin neoplasi (MEN) är en ovanlig sjukdom med flera hormonproducerande tumörer hos samma person. Den kan delas in i två grupper, MEN1 och MEN2.

## MEN 1
Multipel endokrin neoplasi 1 är ärftlig tumörsjukdom orsakad av mutationens MEN1 genen. Man ärver sjukdom på autosomalt dominant sätt. I syndromet ingår utveckling av tumörer i bisköldkörtlar, endokrina pankreastumörer, tumör i hypofysen och binjuren. Endokrin pankreastumör är den vanligaste dödsorsak hos personer med MEN1. 
Anhöriga till personer med MEN1 genomgår screening (blodprovstagning) för att upptäcka sjukdomen tidigt. 

## MEN 2
MEN 2a innebär thyroideacancer, feokromocytom och primär hyperparathyreoidism. Thyroideacancern kan möjligen upptäckas då de producerar kalcitonin, som kan mätas i blodet. MEN 2A kallas även Sipples syndrom efter läkaren John Sipple, som beskrev denna form 1959.
MEN 2b är mer sällsynt, och ca 10% av alla MEN 2 är 2B.